# Spadina Avenue
A Spadina Avenue é uma avenida arterial norte-sul localizado no extremo oeste do centro financeiro de Toronto, Ontário, Canadá, sendo uma das ruas mais prominientes da cidade. A Spadina Avenue é primariamente comercial em todo o seu trecho. Seu término norte é o seu cruzamento com a Bloor Street, e o seu término sul é o cruzamento com as rampas de acesso com a Gardiner Expressway. A Spadina Avenue está dividida em duas vias distintas, cada uma com três faixas - um raro exemplo dentro do centro de Toronto. O meio da rua é utilizado por bondes da linha 510 Spadina do Toronto Transit Commission, uma das linhas de superfície mais movimentadas da cidade.
O trecho da Spadina Avenue entre a Queen Street e o College Street abriga a Chinatown de Toronto, a segunda maior da América do Norte (atrás apenas a de San Francisco e a de Vancouver). Centenas de lojas e restaurantes chineses localizam-se na rua, que abriga também um pequeno shopping center chinês.
A Spadina Avenue é uma famosa atração turística de Toronto, especialmente entre turistas chineses provenientes de outras cidades do Canadá, dos Estados Unidos da América e da China. Outros pontos de interesse incluem a Universidade de Toronto, que localiza-se imediatamente a leste da porção da Spadina Avenue entre a College Street e a Bloor Street, a sede da The Globe and Mail (o segundo maior jornal da cidade), e o Rogers Centre, um dos principais cartões-postais da cidade.

## História
Spadina Avenue foi criada inicialmente por William W. Baldwin. Baldwin possuía uma propriedade no topo do morro Davenport, onde atualmente está o Davenport Road (e onde a Spadina Avenue termina), que Baldwin apelidou de ishpadinaa. O nome da avenida origina-se da palavra Ojibwe ishpadinaa, que significa "morro alto" ou "inclinação". O nome do Ishpatina Ridge, o ponto mais alto da província, também possui a mesma origem. Do morro, onde Baldwin possuía uma casa, Baldwin gradualmente construiu um trilho, partindo de sua casa em direção ao sul, entre 1813 e 1818. Imediatamente abaixo de sua propriedade, o trilho foi construído com a mesma largura de outras ruas arteriais da época, embora a maior parte tenha sido construída como 131 pés de largura, que posteriormente seria aumentado para 160 pés. Em ambos os casos, tal trilho era significantemente mais larga do que outras ruas e avenidas arteriais da época, tais como Yonge Street. O círculo presente no trecho norte da avenida também foi desenhado por Baldwin. Esta rua estendia-se até Queen Street, com o trecho sul tendo o nome de Brock Street, tendo este trecho sido renomeado de Spadina Avenue posteriormente.
Entre o final do século XIX e até meados da década de 1960, Spadina Avenue era o centro da indústria têxtil do sul do Ontário, além de estar localizada ao oeste de outras zonas industriais. A indústria têxtil perdeu força com a migração da fabricação de roupas no país para o estrangeiro, embora roupas ainda sejam produzidas na região.
Desde o início do século XX a região em torno da Spadina Avenue tem sido uma das mais multiculturais da cidade. No início do século XX, judeus migraram em grandes números para Toronto, concentrando-se primariamente em torno da Spadina Avenue. A região também abrigou um número considerável de afro-canadenses durante a primeira metade do século XX. Durante a década de 1950, judeus começaram a mudar-se da região para regiões mais distantes do centro, concentrando-se ao longo da Bathurst Street. Durante o mesmo período, a construção do Toronto City Hall na antiga Chinatown de Toronto deslocou forçadamente a maior parte da comunidade chinesa da área afetada, com a comunidade concentrando-se na região ao redor da Spadina Avenue e Dundas Street.